# Plătică
Plătica  (Abramis brama) este o specie de pește din familia Cyprinidae.

## Caractere morfologice și mod de viață
Plătica are un corp turtit lateral cu o lungime între 30 – 50 cm, în cazuri de excepție poate atinge lungimea de 85 cm și o greutate de 7 kg. Ochii raportați la mărime sunt relativ mici. Peștele se poate recunoaște ușor culoarea verzuie-cenușie plumburie a solzilor pe spate. Pe părțile laterale are o culoare mai deschisă cu sclipiri perlat-metalice. La exemplarele mai în vârstă nuanțele devin de culoarea bronzului. Solzii sunt acoperiți abundent de mucus. Inotătoarele sunt relativ lungi de culoare brun închis, prin lungimea mai mare a înotătoarelor plătica se poate deosebi de „Blicca bjoerkna” cu care a fost  frecvent confundată. Prin depunerea icrelor în același timp cu alți pești apar prin încrucișări așa numiții „bastarzi”. Plătica în condiții optime de viață poate atinge vârsta de 16 ani.

## Răspândire
Peștele este răspândit în Europa la nord de Alpi și Pirinei ca și în peninsula Balcanică, Marea Caspică, Marea Neagră și Lacul Aral. O subspecie numită plătica de Dunăre (Abramis brama danubii) trăiește în Delta Dunării, iar subspecia „ Abramis brama orientalis” trăiește în Marea Caspică și Lacul Aral.
In general plătica trăiește în apele cu un curs domol, canale sau lacuri cu depuneri de mâl pe fund. Peștii trăiesc în grupuri mici pe fundul apei în apropiere de țărmuri.

## Hrănire

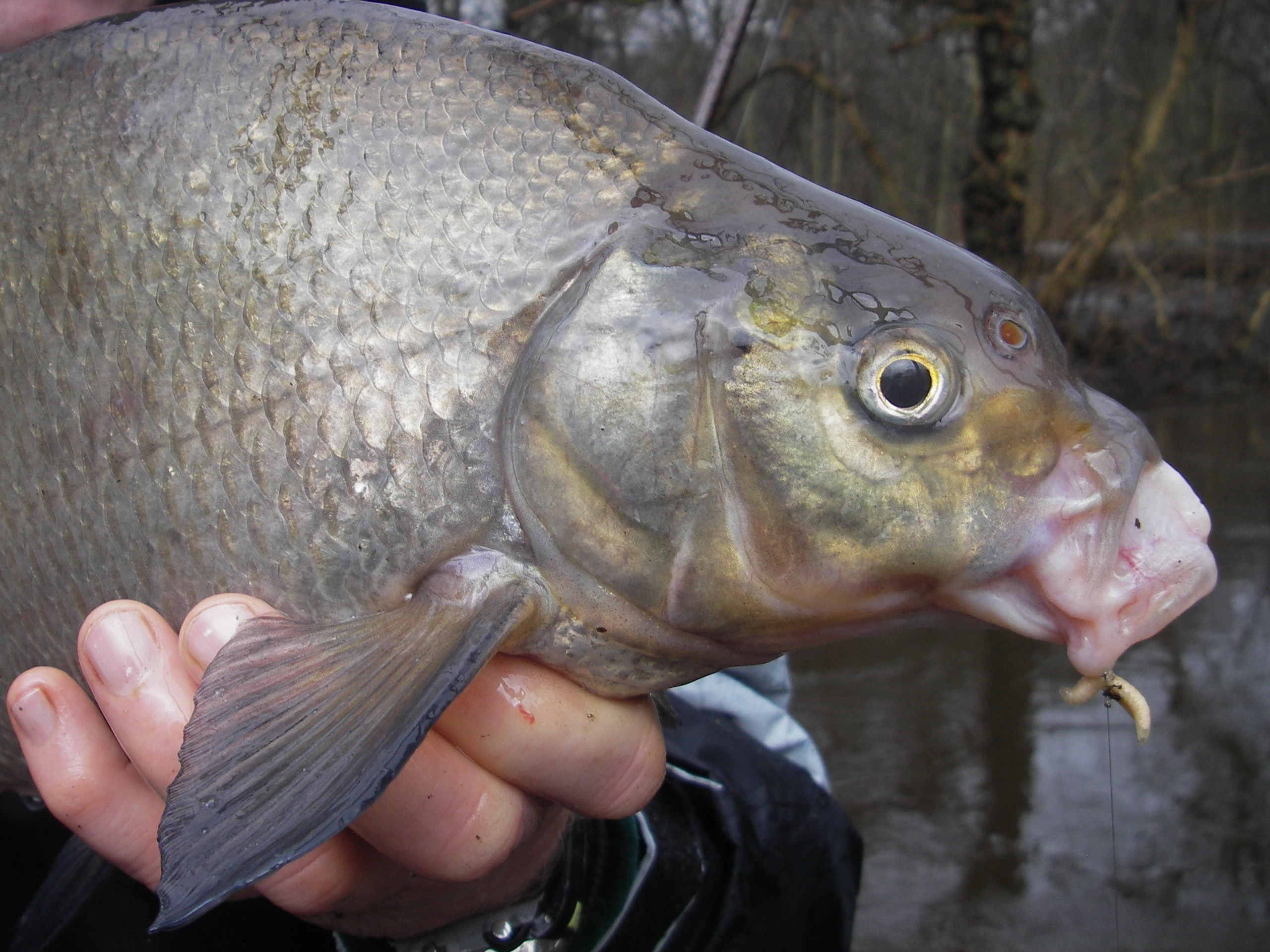
Plătică

Plătica se hrănește cu larve de țânțari, viermi care trăiesc în mâl, moluște, melci ca și plancton și plante acvatice. În anii cu hrană puțină se adună în bancuri mari și ca un aspirator trec prin mâlul de pe fundul apei. Pescarii cunosc așa zisele drumuri ale plăticii unde ele se pot găsi apropape în mod regulat.

## Reproducție
Perioada depunerii icrelor durează ca. 2 săptămâni și are loc în lunile aprilie și iulie. La schimbarea bruscă a temperaturii va fi întreruptă depunerea icrelor, care însă ulterior va fi continuată. In perioada reproducției masculii vor stropi cu spermă icrele depuse de femele care pot varia între 150.000 și 300.000 și au dimensiunea între 1,6 – 2 mm. Puietul eclozează la 3 - 12 zile și se va fixa pe plantele acvatice. Puietul atinge vârsta maturității sexuale la 3 - 4 ani. Potențialul de înmulțire al plăticii este enorm în apele cu adâncime mică și hrană abundentă. Această înmulțire excesivă este frânată de peștii răpitori și cei care consumă puiet. În prezent plătica nu este o specie periclitată.